# Travessia do Canal da Mancha
A Travessia do Canal da Mancha é uma aventura esportiva humana que pode ser enquadrada na modalidade natação de águas abertas. Tal travessia é feita, como diz o nome, no Canal da Mancha, e comumente em sua parte mais estreita que é o estreito de Dover.

## Condições da Travessia
Atravessar o Canal da Mancha não é tarefa fácil mesmo para um ser humano dos mais experimentados em natação. É muito difícil fazer a travessia em linha reta visto que a força das ondas e das correntes marítimas atrapalham muito. A exemplo, cita-se o caso do primeiro aventureiro registrado da era moderna, o capitão Webb teve de nadar 61 quilômetros em ziguezague para alcançar o final do estreito de Dover.

## Histórico de Travessias

### Bem-sucedidas
O primeiro ser humano a fazer a travessia foi o soldado italiano que fugiu para escapar Giovan Maria Salati, o primeiro com o âmbito de atravessar sem aparelho foi o capitão da marinha mercante britânica Matthew Webb em agosto de 1875 percorrendo todo o estreito de Dover em 21 horas e 45 minutos e nesta aventura ele não usou colete salva-vidas.
O britânico radicado na França, Thomas W. Burgess medalhista olímpico, foi o segundo a fazer a travessia.
O primeiro português foi Joaquim Batista Pereira em 21 de Agosto de 1954, terminando como vencedor da clássica prova internacional.
O primeiro brasileiro a atrevessar o Canal da Mancha foi Abílio Couto em 1958, este então quebrando o recorde mundial duas vezes. Fez a primeira travessia em 12 horas e 45 minutos. Posteriormente, também fizeram a mesma travessia os brasileiros Kay France, em 19 de agosto de 1979, a primeira mulher latino-americana a realizar tal feito, Rogério Lobo, em 1989, e também Dailza Damas Ribeiro, em 1992, após 19 horas nadando.

### Malsucedidas
A nadadora paulista Renata Agondi foi a primeira brasileira a morrer durante a travessia em agosto de 1988 contando na época então com 25 anos.